# Bibliotekar
 Denne artikel omhandler overvejende eller alene danske forhold. Hjælp gerne med at gøre artiklen mere almen.
 For alternative betydninger, se Bibliotekar (flertydig). (Se også artikler, som begynder med Bibliotekar)
Bibliotekar er en stillingsbetegnelse for en fagligt uddannet medarbejder på et bibliotek eller anden offentlig eller privat virksomhed med kompetencer inden for indsamling, strukturering, styring, deling, søgning og formidling af information, viden og kultur. Bibliotekarer indgår centralt i udviklingen af vidensamfundet, og medvirker til at styrke konkurrenceevnen som professionelle vidensorganisatorer og kulturformidlere. Stillingsbetegnelsen er ikke en beskyttet titel, jf. Bibliotekar D.B..

## Uddannelse

### 1918-1956: Mesterlære
I Danmark har der eksisteret en uddannelse til bibliotekar siden 1918. Uddannelsen var hovedsageligt en mesterlære, der bestod af en elevtid på folkebiblioteker og kurser og eksamener ved Statens Biblioteksskole, og uddannelsen var alene rettet mod folkebibliotekerne. 

### 1956-1989: Mellemlang uddannelse
I 1956 skiftede Statens Biblioteksskole navn til Danmarks Biblioteksskole. Uddannelsen til folkebibliotekar blev en fireårig mellemlang uddannelse med afgangseksamen fra Danmarks Biblioteksskole. Det blev nu ligeledes muligt at uddanne sig til bibliotekar ved forskningsbibliotekerne. 

### 1990-2000: Akademisk uddannelse
I 1990 blev Danmarks Biblioteksskole opgraderet til højere læreanstalt, og uddannelsen til bibliotekar blev en akademisk uddannelse. Studerende ved Danmarks Biblioteksskole har titlen stud.scient.bibl.

### 2000–
I 2010 ændrede Danmarks Biblioteksskole navn til Det Informationsvidenskabelige Akademi (IVA), for at markere en åbenhed over for andet end biblioteket. I 2011 gik Det Informationsvidenskabelige Akademi fra at være underlagt kulturministeriet til at blive ligestillet med andre videregående uddannelse på ministeriet for forskning, innovation og videregående uddannelser. 1. april 2013 fusionerede IVA med Københavns Universitet, hvor det blev et institut under Det Humanistiske Fakultet.

## Bachelor
Nogle studerende vælger at forlade studiet med en bachelorgrad, der er normeret til tre år, men de fleste tager i dag en overbygningsuddannelse.

### Bibliotekar D.B.
Bibliotekar DB er en beskyttet titel. Titlen erhverves ved at supplere en bachelorgrad fra Det Informationsvidenskabelige Akademi med et halvt års erhvervsorienteret projekt, hvor den praktiske del typisk gennemføres på et bibliotek, mens eksamen aflægges ved Det Informationsvidenskabelige Akademi, der står som garant for, at den metodiske og BDI-teoretiske del er i orden.

## Kandidat
Både bacheloruddannelsen og uddannelsen til Bibliotekar DB kan udbygges med en to-årig overbygningsuddannelse, kandidatuddannelsen.
En kandidatgrad med speciale i de BDI-faglige fag, tages på Det Informationsvidenskabelige Akademi og giver ret til titlen cand.scient.bibl.
Nogle studerende vælger at specialisere sig i andre retninger, og tager en kandidatgrad fra andre universiteter, fx Aalborg Universitet, hvor mange får titel af cand.IT, fra IT-Universitetet i Ørestaden, eller fra et af de humanistiske fakulteter, hvis de ønsker at specialisere sig inden for de humanistiske kulturfag (cand.mag.).

## Forskeruddannelse
En kandidatgrad giver efterfølgende mulighed for at tage en forskeruddannelse.
Forskeruddannelse i biblioteks- og informationsvidenskab aflægges ved Det Informationsvidenskabelige Akademi og afsluttes med Ph.d.. Det er også muligt at skrive doktordisputats med henblik på at opnå doktorgraden, dr.scient.bibl.

## Beskæftigelse

### Ansættelsesområder
Bibliotekarer har primært været ansat på offentlige folke- og forskningsbiblioteker, men flere og flere finder job i andre af arbejdsmarkedets sektorer. I det følgende gives eksempler på ansættelsesområder og på stillingsbetegnelser, som bibliotekaren også kan bestride.

#### Det private arbejdsmarked
På det private arbejdsmarked ansættes bibliotekarer og cand.scient.bibl.er i stillinger som f.eks. informationsmedarbejdere, systemkonsulenter, researchere, undervisere og sagsbehandlere.
Eksempler på brancher, hvor bibliotekarer er ansat, er telekommunikation, medicinal-, konsulent- og ingeniørvirksomheder, advokatfirmaer, den finansielle sektor samt naturligvis IT-branchen.

#### Det offentlige arbejdsmarked

##### Stat
På det statslige område arbejder mange bibliotekarer og cand.scient.bibl.er som f.eks. IT-specialist, konsulent, projektmedarbejder eller underviser, ud over selvfølgelig som bibliotekar eller i en lederstilling på et af de statslige biblioteker. Heriblandt finder mange ansættelse på uddannelsesinstitutioner.

##### Regioner
I regionerne finder bibliotekarer især ansættelse på sygehusenes patientbiblioteker og på de medicinske biblioteker, der betjener sygehusenes medicinsk uddannede personale med faglig information.

##### Kommuner
På det offentlige arbejdsmarked er kommunerne de største aftagere af bibliotekarer og cand.scient.bibl.er. Inden for dette område ansættes bibliotekarer (foruden på biblioteker) i stillinger som faglige specialister, konsulenter og projektmedarbejdere, bl.a. inden for digital forvaltning, ligesom de også besætter en del lederstillinger på bibliotekerne.
Efter Kommunalreformen (2007) har nogle bibliotekarer fundet ansættelse i de ny kommuners Borgerservice

### Jobfunktioner
Bibliotekarens jobfunktioner spænder vidt, men vil typisk ligge inden for følgende områder:
- Bibliotekaren som informationsspecialist, der ved hvordan information skal findes, genfindes og struktureres.
- Bibliotekaren som informationsmedarbejder, der skriver pressemeddelelser, redigerer firmablade og holder oplæg.
- Bibliotekaren som kulturformidler, der arbejder bredt med kultur og organiserer de kulturelle tilbud i kommunerne og på bibliotekerne.
- Bibliotekaren som web-ansvarlig, der sørger for gode og overskuelige websider med stor brugervenlighed.

### Jobtitler
En rapport fra december 2007 Bibliotekarprofiler (Webside ikke længere tilgængelig) viser et udsnit af de mange forskellige jobtitler, bibliotekarer har i dag:
- - Informationsspecialist
  - Bibliotekar på folkebiblioteker
  - Børne- og ungebibliotekar
  - Mediebibliotekar
  - Bibliotekar på forskningsbiblioteker
  - Kulturformidler
  - Web- og internetredaktør
  - Database- og webudvikler
  - Informationsarkitekt (se Informationsarkitektur)
  - Usability- og brugervenlighedskonsulent
  - Søgespecialist
  - Researcher
  - Konsulent
  - Sagsbehandler
  - Underviser
  - Uddannelsesbibliotekar
  - Informationsmedarbejder
  - Projektleder

### Beskæftigelsessituation
Arbejdsløsheden har i mange år været lav. I november 2007 lå ledighedsprocenten på omkring 4,1 procent, mens den i november 2008 var faldet til 1,8 procent. I oktober 2009 var den igen steget til 2,6 procent

## Faglige organisationer
Bibliotekarer uddannet på Det Informationsvidenskabelige Akademi er som hovedregel organiseret i Bibliotekarforbundet, men de kan også være organiseret i andre forbund, , fx HK/Danmark, Danmarks Jurist- og Økonomforbund eller Dansk Magisterforening, afhængigt af deres ansættelsesområde, og hvilken overbygnings- eller forskeruddannelse de har taget.

## Kendte bibliotekarer
Man siger om bibliotekarer, at de ved lidt om alt – men ofte bliver de også kendt inden for et andet fag.
- Giacomo Casanova – italiensk kvindebedårer, eventyrer og forfatter
- Melvil Dewey – grundllægger af Dewey Decimal Classification
- Benjamin Franklin – Universalgeni: Bogtrykker, forlægger, forfatter, fysiker, statsmand. Deltog i Den Amerikanske Revolution (1775-83) og var som en af The Founding Fathers med til at skrive USA's Uafhængighedserklæring i 1776
- Per Højholt – dansk forfatter
- Hans Ostenfeld Lange – dansk bibliotekar og egyptolog
- Mao Zedong – kinesisk politiker og statsmand. Medstifter af Kinas Kommunistiske Parti. Folkerepublikken Kinas leder 1949-1976.
- S. R. Ranganathan – indisk matematiker og skaber af kolon klassifikation
- Jørgen Schleimann – dansk journalist, første direktør for TV 2
- Andreas Schack Steenberg – dansk gymnasielærer og professor. Vigtig drivkraft i oprettelsen af de danske folkebogsamlinger og grundlægger af Dansk Decimalklassifikationssystem
- Erich Christian Werlauff – dansk historiker og professor